# Eudrapa fontainei
Eudrapa fontainei är en fjärilsart som beskrevs av Emilio Berio 1956. Eudrapa fontainei ingår i släktet Eudrapa och familjen nattflyn. Inga underarter finns listade i Catalogue of Life.